# Championnats du monde de course en montagne 2015
Navigation
2014 2016
Les championnats du monde de course en montagne 2015, trente-et-unième édition des championnats du monde de course en montagne, ont lieu le 19 septembre 2015 à Betws-y-Coed, au Royaume-Uni.

## Résultats
La course féminine junior se déroule sur un tracé de 4,7 km et 240 m de dénivelé. L'Américaine Allie Ostrander s'empare des commandes dès le début et creuse rapidement l'écart pour s'imposer. Médaillée de bronze l'année précédente, la Tchèque Michaela Stránská effectue une solide course pour décrocher la médaille d'argent, menant derrière elle sa compatriote Tereza Korvasová. Cette dernière se fait cependant souffler la médaille de bronze par la Française Elsa Racasan,.
Le parcours de l'épreuve masculine junior mesure 8,9 km pour 480 m de dénivelé. Annoncé comme favori, le Turc Ferhat Bozkurt voit dans un premier temps l'Américain Levi Thomet le menacer. Accélérant, il largue son rival et remporte le titre avec près de deux minutes d'avance. Levi voit ensuite un autre Turc, Mustafa Göksel, l'attaquer. Levi parvient à défendre sa position et décroche la deuxième marche du podium devant Mustafa,.
La course senior féminine a lieur sur le même parcours que celui des juniors masculins. Désireuses de briller à domicile, les coureuses britanniques dictent le rythme en première partie de course, suivies par l'Américaine Kimber Mattox. Championne junior l'année passée, l'Ougandaise Stella Chesang effectue ensuite une excellente remontée. Elle double le trio britannique et s'envole en tête pour remporter le titre. Continuant leur course groupée, les Britanniques Emily Collinge et Emma Clayton décrochent les deuxième et troisième marches du podium tandis que Sarah Tunstall termine quatrième. Avec leur excellent tir groupé, les Britanniques s'imposent au classement par équipes. Les États-Unis et l'Ouganda complètent le podium,,.
Le parcours de la course senior masculine mesure 13 km pour 720 m de dénivelé. Désireux de s'imposer devant les coureurs ougandais, l'Italien Bernard Dematteis prend le premier le commandement de la course. Après cinq kilomètres, l'Ougandais Fred Musobo parvient à le doubler et accélère le rythme. Bernard tente de le suivre mais voit l'écart se creuser et consolide sa deuxième place. Juste derrière lui, son frère Martin lutte pour la troisième place avec l'Ougandais Joshua Mangusho. Ce dernier finit par craquer et termine huitième. Le Britannique Robbie Simpson en profite pour lancer une attaque et double Martin pour remporter la médaille de bronze. L'Italie remporte le classement par équipes devant l'Ouganda et le Royaume-Uni,,.

### Seniors

#### Courses individuelles
| Rang               | Athlète           | Pays        | Temps       |
| ------------------ | ----------------- | ----------- | ----------- |
| Médaille d'or      | Fred Musobo       | Ouganda     | 49 min 0 s  |
| Médaille d'argent  | Bernard Dematteis | Italie      | 49 min 44 s |
| Médaille de bronze | Robbie Simpson    | Royaume-Uni | 50 min 31 s |
| 4                  | Martin Dematteis  | Italie      | 50 min 41 s |
| 5                  | Joseph Gray       | États-Unis  | 51 min 16 s |
| 6                  | Andrew Douglas    | Royaume-Uni | 51 min 18 s |
| 7                  | Xavier Chevrier   | Italie      | 51 min 36 s |
| 8                  | Joshua Mangusho   | Ouganda     | 51 min 39 s |

| Rang               | Athlète                 | Pays               | Temps       |
| ------------------ | ----------------------- | ------------------ | ----------- |
| Médaille d'or      | Stella Chesang          | Ouganda            | 37 min 52 s |
| Médaille d'argent  | Emily Collinge          | Royaume-Uni        | 38 min 23 s |
| Médaille de bronze | Emma Clayton            | Royaume-Uni        | 38 min 33 s |
| 4                  | Sarah Tunstall          | Royaume-Uni        | 39 min 6 s  |
| 5                  | Alice Gaggi             | Italie             | 39 min 13 s |
| 6                  | Kimber Mattox           | États-Unis         | 39 min 31 s |
| 7                  | Pavla Schorná-Matyášová | République tchèque | 39 min 40 s |
| 8                  | Sabine Reiner           | Autriche           | 39 min 44 s |

#### Courses par équipes
| Rang               | Pays | Points |
| ------------------ | --- | ------ |
| Médaille d'or      | Italie Bernard Dematteis (2e) Martin Dematteis (4e) Xavier Chevrier (7e) Alex Baldaccini (12e) Luca Cagnati (16e) Alessandro Rambaldini (18e) | 25     |
| Médaille d'argent  | Ouganda Fred Musobo (1er) Joshua Mangusho (8e) Robert Chemonges (9e) Isaac Kiprop (20e)                                                       | 38     |
| Médaille de bronze | Royaume-Uni Robbie Simpson (3e) Andrew Douglas (6e) Chris Smith (10e) Thomas Adams (27e) Ben Mounsey (31e) Tom Addison (42e)                  | 46     |

| Rang               | Pays                                                                                             | Points |
| ------------------ | ------------------------------------------------------------------------------------------------ | ------ |
| Médaille d'or      | Royaume-Uni Emily Collinge (2e) Emma Clayton (3e) Sarah Tunstall (4e) Victoria Wilkinson (15e)   | 9      |
| Médaille d'argent  | États-Unis Kimber Mattox (6e) Morgan Arritola (10e) Kasie Enman (11e) Allison Grace Morgan (18e) | 27     |
| Médaille de bronze | Ouganda Stella Chesang (1re) Mercyline Chelangat (13e) Doreen Chemutai (14e)                     | 28     |

### Juniors

#### Courses individuelles
| Rang               | Athlète        | Pays       | Temps       |
| ------------------ | -------------- | ---------- | ----------- |
| Médaille d'or      | Ferhat Bozkurt | Turquie    | 33 min 56 s |
| Médaille d'argent  | Levi Thomet    | États-Unis | 35 min 50 s |
| Médaille de bronze | Mustafa Göksel | Turquie    | 35 min 53 s |

| Rang               | Athlète           | Pays               | Temps       |
| ------------------ | ----------------- | ------------------ | ----------- |
| Médaille d'or      | Allie Ostrander   | États-Unis         | 19 min 44 s |
| Médaille d'argent  | Michaela Stránská | République tchèque | 20 min 23 s |
| Médaille de bronze | Elsa Racasan      | France             | 20 min 31 s |

#### Courses par équipes
| Rang               | Pays                                                                                         | Points |
| ------------------ | -------------------------------------------------------------------------------------------- | ------ |
| Médaille d'or      | Turquie Ferhat Bozkurt (1er) Mustafa Göksel (3e) Abdullah Yorulmaz (5e) Kemal Yıldırım (25e) | 9      |
| Médaille d'argent  | États-Unis Levi Thomet (2e) Ben Butler (9e) Tayte Pollman (18e) Connor Wilson (46e)          | 29     |
| Médaille de bronze | Royaume-Uni Maximilian Nicholls (6e) Jacob Adkin (8e) John Spill (16e) Jacob Boyle (49e)     | 30     |

| Rang               | Pays                                                                                    | Points |
| ------------------ | --------------------------------------------------------------------------------------- | ------ |
| Médaille d'or      | République tchèque Michaela Stránská (2e) Tereza Korvasová (4e) Kateřina Divišová (23e) | 6      |
| Médaille d'argent  | Royaume-Uni Heidi Davies (5e) Georgia Malir (8e) Scarlet Dale (21e)                     | 13     |
| Médaille de bronze | Turquie Gülistan Bekmez (9e) Burcu Subatan (11e) Fatma Demir (26e)                      | 20     |